# Ungern i olympiska sommarspelen 1936
Ungern deltog med 216 deltagare vid de olympiska sommarspelen 1936 i Berlin. Totalt vann de tio guldmedaljer, en silvermedalj och fem bronsmedaljer.

## Medaljer

### Guld
- Imre Harangi - Boxning, lättvikt.
- Ödön Zombori - Brottning, fristil, bantamvikt.
- Károly Kárpáti - Brottning, fristil, lättvikt.
- Márton Lõrincz - Brottning, grekisk-romersk stil, bantamvikt.
- Ibolya Csák - Friidrott, höjdhopp.
- Endre Kabos - Fäktning, sabel.
- Pál Kovács, Tibor Berczelly, Imre Rajczy, Aladár Gerevich, Endre Kabos och László Rajcsányi - Fäktning, sabel.
- Ilona Elek - Fäktning, florett.
- Ferenc Csik - Simning, 100 meter frisim.
- Mihály Bozsi, Jenő Brandi, György Bródy, Olivér Halassy, Kálmán Hazai, Márton Homonnai, György Kutasi, István Molnár, János Németh, Miklós Sárkány och Sándor Tarics - Vattenpolo.

### Silver
- Ralph Berzsenyi - Skytte.

### Brons
- József Palotás - Brottning, grekisk-romersk stil, mellanvikt.
- Aladár Gerevich - Fäktning, sabel.
- Margit Csillik, Margit Kalocsai, Ilona Madary, Gabriella Mészáros, Margit Nagy, Olga Tőrös, Judit Tóth och Eszter Voit - Gymnastik, mångkamp.
- Jozsef von Platthy - Ridsport, hoppning.
- Ferenc Csik, Oszkár Abay-Nemes, Ödön Gróf och Árpád Lengyel - Simning, 4 x 200 meter frisim.